# Sutra del Loto: VI capitolo

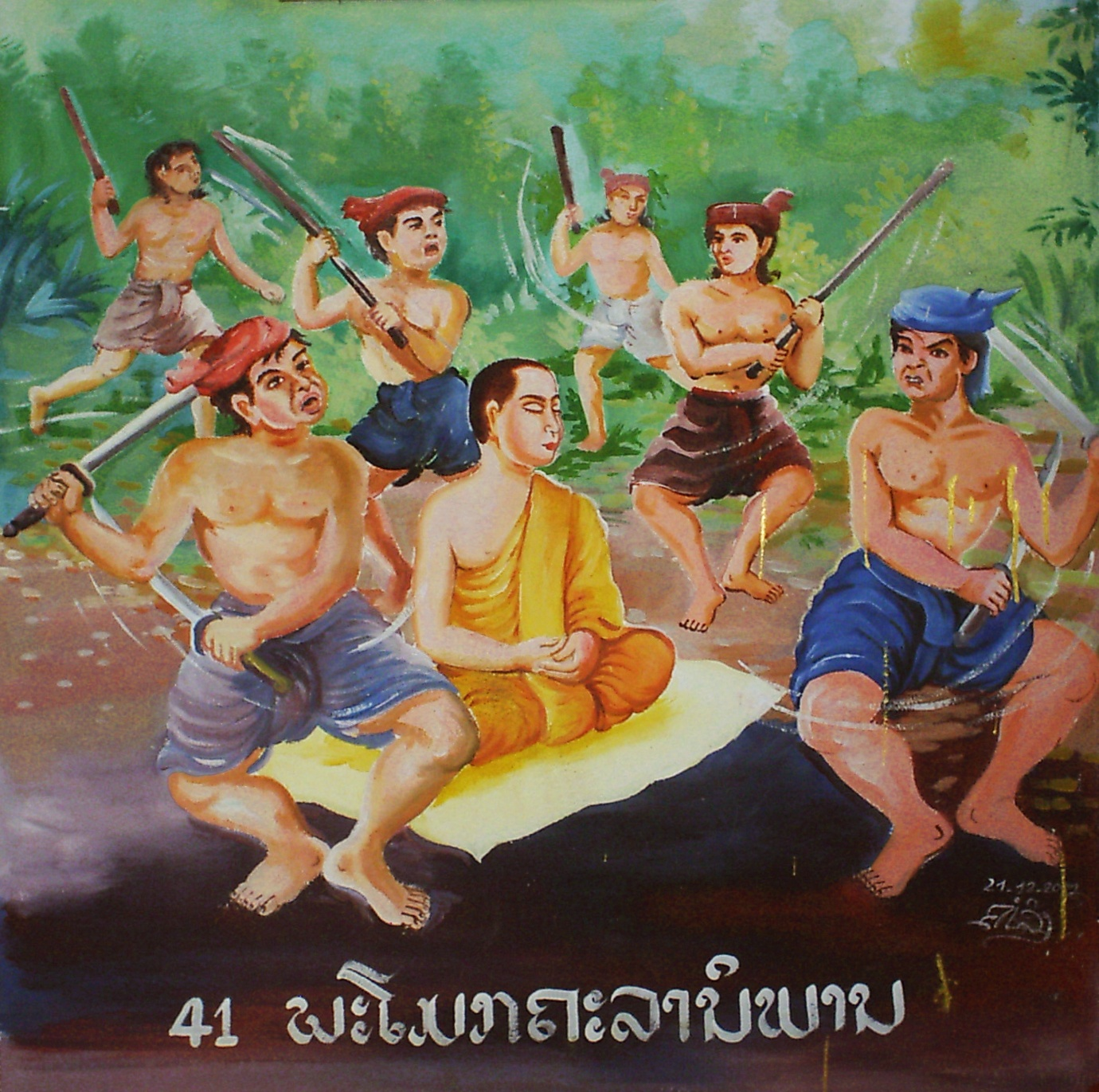
Mahā-Maudgalyāyana nella iconografia laotiana. Secondo la tradizione questo discepolo del Buddha fu assassinato da alcuni briganti.

Questo breve capitolo è detto delle "Profezie". Qui il Buddha Śākyamuni predice il futuro di alcuni suoi importanti discepoli e śrāvaka, tutti diventeranno dei Buddha, così:
- Mahā-Kāśyapa diverrà il Buddha Raśmiprabhāsa (Luce Raggiante) del campo buddhico Avabhāsaprāptā (Pieno di Luce) nel kalpa Mahavyūha (Manifestazione trascendente).
- Subhūti diverrà il Buddha Śaśiketu (Luna splendente) del campo buddhico Ratnasaṃbhava (Fatto di gioielli) nel kalpa Ratnāvabhāsa (Luce dei gioielli).
- Mahā-Kātyāyana diverrà il Buddha Jāmbūnadaprabhāsa (Luce e boato di Jambu).
- Mahā-Maudgalyāyana diverrà il Buddha Tamālapatracandanagandha (Profumo di sandalo e di garcinia)  del campo buddhico Manobhirāma (Delizia per la mente) durante il kalpa Ratiprapūrṇa (Ricolmo di gioia).